# 世界ラクロス選手権
ワールドラクロス男子世界選手権（英語: World Lacrosse Men's World Championship）は、ワールドラクロスが主催する男子ラクロスの世界一決定戦。この大会は、4年に1度開催されている。なお、女子の世界選手権は、女子ラクロス・ワールドカップを参照。

## 歴代結果
| 年   | 優勝           | 準優勝         | 決勝結果    | 開催地                       |
| ---- | -------------- | -------------- | ----------- | ---------------------------- |
| 1967 | アメリカ合衆国 | オーストラリア | n/a         | カナダ・トロント             |
| 1974 | アメリカ合衆国 | 3か国同点      | n/a         | オーストラリア・メルボルン   |
| 1978 | カナダ         | アメリカ合衆国 | 17-16 (OT)  | イングランド, ストックポート |
| 1982 | アメリカ合衆国 | オーストラリア | 22-14       | アメリカ合衆国・ボルティモア |
| 1986 | アメリカ合衆国 | カナダ         | 18-9        | カナダ・トロント             |
| 1990 | アメリカ合衆国 | カナダ         | 19-15       | オーストラリア・パース       |
| 1994 | アメリカ合衆国 | オーストラリア | 21-7        | イングランド・マンチェスター |
| 1998 | アメリカ合衆国 | カナダ         | 15-14 (2OT) | アメリカ合衆国・ボルティモア |
| 2002 | アメリカ合衆国 | カナダ         | 18-15       | オーストラリア・パース       |
| 2006 | カナダ         | アメリカ合衆国 | 15-10       | カナダ・ロンドン             |
| 2010 | アメリカ合衆国 | カナダ         | 12-10       | イングランド・マンチェスター |
| 2014 | カナダ         | アメリカ合衆国 | 8-5         | アメリカ合衆国・デンバー     |
| 2018 | アメリカ合衆国 | カナダ         | 9-8         | イスラエル・ネタニヤ         |
| 2023 | アメリカ合衆国 | カナダ         | 10-7        | アメリカ合衆国・サンディエゴ |
| 2027 |                |                |             | 日本，東京                   |